# Heinkel He 177
Хейнкель He 177 «Грайф» (нем. Heinkel He 177 Greif; нем. грифон) — немецкий тяжёлый бомбардировщик. Создан в КБ фирмы Heinkel под руководством Г. Гертеля и З. Гюнтера.
Первый полет состоялся 19 ноября 1939 года.
Принят на вооружение люфтваффе в декабре 1942 года, где имел прозвище «летающий фейерверк».

## Разработка
Согласно техническому заданию самолёт должен был доставлять 10 000 кг (10 т.) бомб на расстояние до 6600 км. Предполагалось, что скорость самолёта составит 545 км/ч. Предусматривалась возможность сбрасывания бомб с пикирования.
В ноябре 1937 года проекту присвоили обозначение Не 177 «Greif» («гриф» или «грифон», название происходит от грифона на гербе города Росток, где находилась фирма Heinkel).
Проблемы со спаренными силовыми установками DB606/610 привели к появлению новых, четырёхдвигательных моделей, на базе He 177 — He 274 и He 277, ни одна из которых не попала в массовое производство.
Серийное производство машин He-177A началось в марте 1942 года., часть заказа была передана на фирму «Arado», где построили 35 машин He-177A-0 и 130 машин He-177A-1. На самой фирме «Heinkel» построили 826 машин He-177A-5.

## Конструкция
Двухмоторный цельнометаллический моноплан. Одной из основных особенностей самолёта было применение спаренных силовых установок DB606/610, представляющих собой расположенные бок о бок моторы DB601/605 соответственно, работающие на общий вал. Идея, таким образом, состояла в том, чтобы создать силовую установку 2700-2950л. с. и обойтись всего двумя мотогондолами на таком большом самолёте. Хотя с точки зрения аэродинамики такая схема имела свои достоинства, эти же силовые установки стали неиссякаемым источником разнообразных неприятностей, поломок и аварий, сопровождающихся пожарами. Выхлопные коллекторы в плотно скомпонованных установках находились друг под другом, и недалеко от топливопроводов. Лишь к 1944 г. немцам удалось добиться относительно стабильной безаварийной работы двигателей.
Ещё одной особенностью самолёта было шасси. Чтобы не увеличивать размеры мотогондол, конструкторы сделали основные стойки из двух частей, которые убирались в крыло, в разные стороны.
Самолёт нес разнообразное оборонительное вооружение в дистанционно-управляемых установках (впервые на немецких самолётах), хвостовой установке и под фюзеляжной гондоле (подобно другим немецким конструкциям).

## Боевое применение
Внедрение He 177 сопровождалось частыми авариями.
В 1942 году He 177 дислоцировались в Запорожье, откуда осуществляли снабжение окруженных под Сталинградом войск 6-й армии. 23 января 1943 He 177 совершили первый бомбардировочный полёт, сбросив 13 тонн бомб.
В начале 1944 года He 177 участвовали в налётах на Англию, в рамках операции «Штейнбок».
На итальянском ТВД наносили удары по кораблям у побережья Италии.
В 1944 году He 177 базировались в Восточной Пруссии, совершали налёты на объекты в глубоком тылу советских войск. Крупнейшим стал налёт на железнодорожный узел в городе Великие Луки 16 июня 1944 года. Во время операции Багратион группу, использовавшую He 177, расформировали.

## Тактико-технические характеристики
Приведённые ниже характеристики соответствуют модификации He.177 А-5:
Источник данных: Козырев М. Е., Козырев В. М. "Секретные проекты люфтваффе времён Второй мировой войны" - М.: Эксмо,Яуза, 2004 - 464 с., ил.

Технические характеристики
- Экипаж: 6 человек
- Длина: 22,0 м
- Размах крыла: 31,44 м
- Высота: 6,4 м
- Площадь крыла: 100 м²
- Масса пустого: 16 800 кг
- Нормальная взлётная масса: 27 225 кг
- Максимальная взлётная масса: 31 000 кг
- Объём топливных баков: 13 020 л
- Силовая установка: 2 × жидкостные Daimler-Benz DB 610A/B (спаренный DB 605)
- Мощность двигателей: 2 × 2950 л.с. (2 × 2170 кВт)
- Воздушный винт: четырехлопастной VDM
- Диаметр винта: 4,5 м

Лётные характеристики
- Максимальная скорость: 565 км/ч на высоте 6000 м
- Крейсерская скорость: 415 км/ч на высоте 6000 м
- Скорость сваливания: 135 км/ч
- Боевой радиус: 1540 км
- Перегоночная дальность: 5470 км
- Практический потолок: 7080 м
- Скороподъёмность: 3,2 м/с
- Нагрузка на крыло: 310 кг/м²
- Тяговооружённость: 123 Вт/кг (6 кг/л.с.)

Вооружение
- Стрелково-пушечное:  
  - 2 × 20 мм пушки MG 151
  - 2 × 13 мм пулемёта MG 131
  - 1 × 7,92 мм пулемёта MG 81J
- Боевая нагрузка: до 6000 кг (бомбы) боеприпасов внутри / 7,200 кг снаружи
- Бомбы:  
  - 16 × SC-50
  - 4 × SC-250
  - или
  - 2 × SC-500

## В компьютерных играх
Присутствует:
В игре War Thunder в двух модификациях: He 177 A-5 и He 177 A-3/R3
В авиасимуляторе «Ил-2 Штурмовик» с патча 4.14 в модификации He-177A-3.
В игре Call of Duty: Vanguard He 177 совершают авианалет на Сталинград.